# Giuliano Tadeu Aranda
Giuliano Tadeu Aranda, conosciuto come Magrão (Santo André, 21 febbraio 1974), è un ex calciatore brasiliano, di ruolo attaccante.

## Biografia
Dopo aver concluso la carriera di calciatore, ha iniziato a lavorare in un'agenzia di calciatori. Dal 2009 fa inoltre parte del consiglio d'amministrazione del São Caetano.

## Carriera

### Club
Nel corso della sua carriera giocò per diverse squadre militanti in Série A, fra cui il Palmeiras (con cui, all'inizio della sua carriera, vinse due campionati nazionali consecutivi e una coppa del Brasile), il Goiás e il São Caetano (con cui riuscì ad entrare fra le prime posizioni della classifica dei marcatori); ebbe inoltre modo di militare nella seconda divisione spagnola (dove disputò cinque gare con il Badajoz) e in J. League. In quest'ultima divisione disputò, con la maglia del Gamba Osaka, le ultime stagioni della sua carriera, conclusasi nel dicembre 2004.

### Nazionale
Fece parte della rappresentativa brasiliana che vinse l'edizione 1992 del Campionato sudamericano di calcio Under-20.

## Statistiche

### Presenze e reti nei club
| Stagione | Squadra               | Campionato | Campionato | Campionato | Coppe nazionali | Coppe nazionali | Coppe nazionali | Totale | Totale |
| Stagione | Squadra               | Comp       | Pres       | Reti       | Comp            | Pres            | Reti            | Pres   | Reti   |
| -------- | --------------------- | ---------- | ---------- | ---------- | --------------- | --------------- | --------------- | ------ | ------ |
| 1992     | Palmeiras             | A          | 5          | 1          | -               | -               | -               | -      | -      |
| 1993     | Palmeiras             | A          | 1          | 0          | -               | -               | -               | -      | -      |
| 1994     | Palmeiras             | A          | 2          | 0          | -               | -               | -               | -      | -      |
|          | Totale Palmeiras      |            | 8          | 1          |                 |                 |                 |        |        |
| 1995     | Goiás                 | A          | 13         | 10         | -               | -               | -               | -      | -      |
| 1996     | Coritiba              | A          | 0          | 0          | -               | -               | -               | -      | -      |
| 1996     | Verdy Kawasaki        | J1         | 14         | 13         | JLC+CImp        | 6+3             | 2+1             | 23     | 16     |
| 1997     | Verdy Kawasaki        | J1         | 9          | 6          | JLC+CImp        | 0+2             | 0+0             | 13     | 6      |
|          | Totale Verdy Kawasaki |            | 23         | 19         |                 |                 |                 |        |        |
| 1998     | Palmeiras             | A          | 11         | 1          | -               | -               | -               | -      | -      |
| 1998-99  | Badajoz               | SD         | 5          | 0          | -               | -               | -               | -      | -      |
| 1999     | Grêmio                | A          | 14         | 5          | -               | -               | -               | -      | -      |
| 2000     | Botafogo              | A          | 15         | 1          | -               | -               | -               | -      | -      |
| 2001     | São Caetano           | A          | 23         | 11         | -               | -               | -               | -      | -      |
| 2002     | Gamba Osaka           | J1         | 29         | 22         | JLC+CImp        | 6+8             | 1+2             | 39     | 29     |
| 2003     | Gamba Osaka           | J1         | 24         | 15         | JLC+CImp        | 4+2             | 2+1             | 30     | 18     |
| 2004     | Gamba Osaka           | J1         | 10         | 5          | JLC+CImp        | 0+5             | 0+1             | 39     | 29     |
|          | Totale Gamba Osaka    |            | 63         | 42         |                 |                 |                 |        |        |

## Palmarès

### Club

#### Competizioni nazionali
- Campionato brasiliano: 2

Palmeiras: 1993, 1994
- Coppa del Brasile: 1

Palmeiras: 1998
- Coppa dell'Imperatore: 1

Verdy Kawasaki: 1996

#### Competizioni statali
- Campionato paulista: 2

Palmeiras: 1993, 1994

### Individuale
- Capocannoniere della Coppa J. League: 1

2002 (6 gol, a pari merito con Emerson Sheik)

### Nazionale
- Campionato sudamericano di calcio Under-20: 1

1992